# Rüttmannsdorf
Rüttmannsdorf ist ein Stadtteil der oberfränkischen Stadt Neustadt bei Coburg im Landkreis Coburg.

## Lage
Rüttmannsdorf liegt rund elf Kilometer nordöstlich von Coburg auf einer kleinen Hochebene, etwa 110 Meter über dem Tal der Itz im Westen beziehungsweise der Röden im Osten und Süden. Nachbarorte auf der Hochebene sind Brüx, Höhn und Weimersdorf. Die vier Dörfer werden im Coburger Land auch als die Bergdörfer bezeichnet. Die Gemeindeverbindungsstraßen führen nach Mönchröden, Neustadt und Weimersdorf.

## Geschichte
Rüttmannsdorf wurde erstmals am 28. November 1339 urkundlich erwähnt, als Heinrich VIII. von Schaumberg die ihm gehörende Hälfte des Dorfes „Rutzmanßdorff“ an das Kloster Mönchröden veräußerte.
1516 bestand das Dorf aus vier Gütern, von denen zwei das Kloster besaß. Im Jahr 1618, vor dem Dreißigjährigen Krieg, standen sechs wehrfähige Männer im Mannschaftsregister. Von ehemals vier Kühen und vier Zugochsen lebte 1636 kein Tier mehr. Allerdings erholte sich das Dorf innerhalb von etwa zehn Jahren wieder.
Im Mittelalter kirchlich zu Meeder gehörend, wurde Rüttmannsdorf nach der Einführung der Reformation ab 1529 von der Pfarrei Neustadt betreut. 1906 wurde ein Friedhof an der Straße nach Brüx angelegt und 1910 dort die Bergkirche geweiht. Im Jahr 1912 erfolgte die Umpfarrung der Kirchgemeinde nach Mönchröden.
Die Rüttmannsdorfer Kinder gingen anfangs im fünf Kilometer entfernten Neustadt zur Schule. Ab 1743 hatten die vier Bergdörfer einen Präzeptor, der abwechselnd in einem der Bauernhäuser unterrichtete und dort Kost sowie Logis hatte. Ab 1842 gab es eine Schule in dem Höhner Forsthaus. Am 13. September 1902 wurde ein neues Schulhaus in Höhn eingeweiht. 1969 wurde die Schule geschlossen und der Unterricht fand im Schulverband Mönchröden-Einberg statt. Seit 1977 ist er in Neustadt.
In einer Volksbefragung am 30. November 1919 stimmte ein Rüttmannsdorfer Bürger für den Beitritt des Freistaates Coburg zum thüringischen Staat und 18 stimmten dagegen. Somit gehörte ab dem 1. Juli 1920 Rüttmannsdorf zum Freistaat Bayern.
Im Ersten Weltkrieg verloren zwei und im Zweiten Weltkrieg sechs Rüttmannsdorfer Soldaten ihr Leben. Tafeln in der Bergkirche erinnern an sie.
Am 1. Juli 1968 schlossen sich die vier Orte Brüx, Höhn, Rüttmannsdorf und Weimersdorf zur neuen Gemeinde Bergdorf zusammen, die am 1. Mai 1978 aufgelöst und in die Stadt Neustadt bei Coburg eingegliedert wurde. Seitdem ist Rüttmannsdorf ein Stadtteil Neustadts.
1948 gab es in Rüttmannsdorf zehn Wohngebäude, 1987 waren es sieben mehr, die vor allem in dem Baugebiet Rüttmannsdorf-Ost entstanden waren.
Die Trinkwasserversorgung erfolgte früher durch Haus- und Laufbrunnen sowie eigene Quellbeileitungen. Eine Teilversorgung durch eine private Wassergemeinschaft gab es ab 1952. Ab 1974 waren alle Anwesen an das Trinkwassernetz der Stadtwerke Neustadt angeschlossen. Stromlieferant war ab 1924 das Coburger Überlandwerk. 1997 übernahmen die Stadtwerke Neustadt die Stromversorgung. Zwischen 2011 und 2013 erfolgte der Anschluss an die Zentralkläranlage in Neustadt.

## Einwohnerentwicklung
| Jahr | Einwohnerzahl |
| ---- | ------------- |
| 1837 | 61            |
| 1900 | 56            |
| 1925 | 62            |
| 1939 | 63            |
| 1950 | 81            |
| 1978 | 59            |
| 1981 | 62            |
| 1987 | 56            |
| 2013 | 56            |
| 2020 | 49            |